# Разыскивается за убийство
«Разыскивается за убийство» (англ. Wanted for Murder) — британский детективный фильм режиссёра Лоуренса Хантингтона, который вышел на экраны в 1946 году. В основу сценария фильма положена пьеса Теренса де Марни и Перси Робинсона, которая шла на лондонской сцене в 1937 году.
Действие фильма происходит в послевоенном Лондоне. Дедом респектабельного 35-летнего бизнесмена Виктора Колбрука (Эрик Портман) был государственный палач, который вешал людей, и, возможно, под влиянием такой наследственности Виктор периодически превращается в безумного серийного маньяка, который душит молоденьких девушек. Виктор ухаживает за молодой продавщицей грампластинок Энн Филдинг (Дульси Грэй), которая накануне очередного свидания знакомится с кондуктором автобуса Джеком Уильямсом (Дерек Фарр), и они почти мгновенно влюбляются друг в друга. Охоту на маньяка ведёт следственная группа Скотленд-Ярда во главе с главным инспектором Конуэеем (Роланд Калвер), которая первоначально подозревает Джека. После очередного убийства Конуэй получает достаточно данных, чтобы догадаться, что убийцей является Виктор, однако у него нет улик, чтобы разоблачить его. В кульминационной сцене фильма в Гайд-парке полиции удаётся окружить Виктора, и, оказавшись в безвыходном положении, он топится в озере Серпантин (англ. The Serpentine).
Фильм получил высокие оценки критиков, отметивших умный сценарий с хорошо прописанными диалогами, напряжённый сюжет и правильный ритм картины, а также убедительную игру исполнителей главных ролей.

## Сюжет
В послевоенном Лондоне летним вечером молодая девушка Энн Филдинг (Дульси Грэй) едет в метро на свидание в парк развлечений Хампстед-Хит. В вагоне с ней заводит разговор молодой парень Джек Уильямс (Дерек Фарр). Поезд задерживается, а тем временем в парке развлечений ожидающий неизвестный мужчина обращает внимание на девушку. Когда Энн, наконец, приезжает на место встречи, её друга уже нет. Энн предлагает Джеку вместе поискать его. Джек рассказывает, что служил в армии, а сейчас учится на инженера и работает кондуктором. Некоторое время он работал на маршруте, которым ежедневно ездила на работу Энн, и он постоянно наблюдал за ней. Энн в свою очередь сообщает, что работает в магазине грампластинок. Они идут кататься на лошадках, а затем Джек уходит за мороженым. Пока его нет, Энн замечает своего друга, 35-летнего бизнесмена Виктора Колбрука (Эрик Портман) и бежит за ним. Виктор упрекает её за опоздание и утверждает, что ждал её, отойдя в сторону всего на несколько минут. В ярости он требует немедленно уйти из парка, и у Энн даже нет возможности попрощаться с Джеком. Когда они заходят в метро, то слышат, что поблизости обнаружено тело убитой девушки. Утром в газетах пишут, что в Хэмстед-Хит задушена очередная девушка. На следующее утро Виктор приходит к Энн в магазин и извиняется за вчерашнюю несдержанность. Затем он приглашает её на обед, где пытается признаться в любви, но им мешают закончить разговор.
Тем временем в Скотленд-Ярде оперативная группа под руководством главного следователя Конуэя (Роланд Калвер) разыскивает всех возможных свидетелей, которые вчера были в районе места убийства. Первым делом Конуэй допрашивает бродягу, который нашёл тело. Конуэй обращает внимание на его дорогой платок, который тот подобрал рядом с местом преступления. По бирке из прачечной полиция устанавливает, что владельцем платка является Виктор Колбрук. Вскоре Конуэй приезжает к нему в дом, где его встречает чрезмерно заботливая мать Виктора (Барбара Эверест) вместе со своей сестрой Мейбел Купер (Виола Лайел) и служанкой Флорри (Кэтлин Харрисон). Вскоре появляется Виктор, который рассказывает, что действительно вчера гулял в одиночестве недалеко от места убийства, но убитую девушку там не видел. В этот момент Конуэю из участка сообщают, что поступила открытка, в которой некто пишет, что совершил уже шесть убийств, а у полиции даже нет зацепки. Он обещает, что вечером будет ещё одна жертва. Конуэй приглашает Виктора в офис посмотреть полицейское досье в надежде, что он узнает кого-либо по фотографии. Мать Виктора очень переживает, что сын ведёт себя очень беспокойно, всё время по вечерам куда-то уходит и ей ничего не рассказывает. Тем же днём, получив от поездной бригады информацию, что Джек вышел со станции вместе с девушкой, а обратно поехал один, полицейские среди прочих приглашают его для беседы. Джек рассказывает, что познакомился с девушкой, но потерял её в парке. Всё, что он о ней знает, это её имя Энн, номер автобуса, на котором она ездит на работу и что она работает в магазине грампластинок.
Вечером в Риджентс-парке Виктор под именем Тома Манна отдыхает с молодой девушкой, недавно приехавшей на заработки из Шотландии. Когда они располагаются в тёмном месте под деревом, Виктор, уточнив, что она никому не рассказывала никаких подробностей и не говорила о его шраме, спокойно душит её. Вскоре к этому месту подходит молодая пара, которая видит Виктора, правда только со спины. После их ухода Виктор направляется в Музей мадам Тюссо, где в Комнате ужасов смотрит на восковую фигуру своего деда Уильяма Колбрука, который был известным палачом. Как говорит экскурсовод, Уильям получал удовольствие от своей работы, убивая людей на виселице, за что получил прозвище Счастливый палач. Оставшись с фигурой наедине, Виктор обращается к ней: «Почему ты преследуешь меня, приходишь с прошлым? Оставь меня в покое», после чего разбивает восковой фигуре голову и уходит. В Скотленд-Ярде в ожидании Виктора подчинённый Конуэя, сержант Салливан (Стэнли Холлоуэй) говорит своему боссу, что имя Колбрук ему откуда-то знакомо. Когда появляется Виктор, ему дают полицейское досье, но он на фото никого не узнаёт. Затем, в разговоре с Конуэем он случайно называет местом последнего убийства Риджентс-парк, хотя сообщение об этом убийстве поступает в Скотленд-Ярд уже после ухода Виктора. На месте преступления полиция устанавливает, что убийство было совершено около трёх часов назад, при этом ни следов борьбы, ни отпечатков не обнаружено. Конуэй находит лишь лист от сигары той же марки, которую курит Виктор.
На следующий день, объезжая музыкальные магазины, Салливан находит Энн, которая подтверждает алиби Джека, и сержант отпускает их. Энн и Джек, которые явно стали испытывать взаимную симпатию, договариваются о встрече вечером после работы. Конуэй, который почувствовал, что Колбрук может быть причастен к убийствам, снова приглашает его в Скотленд-Ярд для просмотра фотографий. Незаметно сфотографировав Колбрука, полицейские направляются в район Риджентс-парка, где предъявляют его фото возможным свидетелям. Пока Колбрук рассматривает фотографии, в кабинет Конуэя доставляют молодую пару влюблённых, которые стояли в парке недалеко от места преступления и, возможно, видели убийцу. Мужчина, капрал Ник Мапполо (Бонар Коллеано) заявляет, что лица этого человека не видел, но даёт точное описание его одежды и как бывший портной со спины может точно определить его параметры. Когда Конуэй просит Виктора повернуться спиной, Ник говорит, что тот человек был точно таких же габаритов, но не решается сказать, что это был именно Виктор.
Отпустив Виктора, Конуэй поручает детективу Эллису (Билл Шайн) следить за ним. Сам же говорит подчинённым, что уверен в том, что Виктор является убийцей. Во-первых, он был в Хэмстеде в ночь убийства, затем он проговорился про Риджентс-парк, ещё есть сигара, и, кроме того, полиция нашла таксиста, который привёз Виктора в Скотленд-Ярд в день последнего убийства. Получается, что убив последнюю жертву, Виктор провёл где-то ещё 45 минут. Вспомнив о Музее мадам Тюссо, Конуэй приезжает туда, идёт в Комнату ужасов, где видит фигуру Уильяма Колбрука с отбитой головой. Тем временем на набережной Темзы Виктор переживает тяжёлые душевные муки и просит Бога отпустить его. По возвращении домой он расспрашивает мать про отца, который умер, когда Виктор был ещё ребёнком. Мать говорит, что отец тоже был очень тревожным и страдал приступами неожиданной ярости, но она помогала с ними бороться. Мать считает, что для душевного спокойствия Виктору нужно как можно скорее найти девушку и жениться на ней. После работы Энн направляется на свидание с Джеком, но в дверях магазина её встречает Виктор, который хочет срочно с ней поговорить. Она переносит встречу на следующий день на 7:30 на углу Гайд-парка. Вскоре к ней подходит Джек, и она оправдывается, что хотя обещала ему больше не встречаться с Виктором, но не смогла в этот раз отказать. Когда она говорит, что это будет их последняя встреча, стоящий неподалёку Виктор слышит эту фразу. Затем он заходит на почту, откуда посылает Конуэю очередную открытку. Пока Джек и Энн в ресторане объясняются друг другу в любви, Конуэй получает открытку с информацией о предстоящем убийстве. Он поручает усилить наблюдение за Виктором и одновременно заручается поддержкой начальства на привлечение дополнительных полицейских сил к операции.
Вернувшись домой, Виктор вносит в свой дневник запись: «Энн Филдинг. Гайд-парк». Когда в комнате появляется мать, Виктор судорожно прячет книжку в карман, и у него начинается истерика. Он кричит, что хочет умереть, что делает не то, что хочет, но не может себя сдерживать. Виктор запирает книжку в секретер, и несмотря на попытки матери его остановить, убегает на улицу. Мать видит разбросанные на полу вырезки из газет об убийствах девушек, затем она вскрывает секретер и в дневнике читает последнюю запись. Она вырывает несколько страниц и сжигает их в камине, после чего падает в обморок. Некоторое время спустя, на руках у Флорри мать приходит в себя. Она говорит,
что Виктор безумен, но во всём виновато его плохое наследство. Затем она направляется в Гайд-парк, чтобы предотвратить очередное убийство. Тем временем, проанализировав маршруты слежения, Конуэй устанавливает, что Виктор часто посещал музыкальный магазин, где работает Энн, следовательно, между ними должна быть связь. Конуэй и Салливан приезжают к Виктору домой, но никого не застают. В гостиной на полу они видят вырезки из газет, а в камине — обгоревшие страницы из дневника. Затем они находят почтовые марки, аналогичные тем, которые убийца клеил на открытки в Скотленд-Ярд, а также пустые почтовые бланки.
Эллис продолжает слежку за Виктором, но теряет его в толпе у Гайд-парка. Конуэй даёт ориентировку всем патрульным полицейским в районе Гайд-парка срочно искать Виктора, сообщая по радио его приметы. У Джека полицейские выясняют, что Энн встречается с Виктором на углу Гайд-парка, туда же направляются основные полицейские силы. Однако Виктор к этому моменту уже встретил Энн и увёл её к озеру. Когда она признаётся, что любит Джека, Виктор спокойно реагирует на это и предлагает провести вечер вместе. В то время, как на лодке он везёт Энн на остров, полиция выводит из парка всех посетителей. На острове, заведя её вглубь деревьев, Виктор делает Энн предложение, но она отказывается. Тем временем полиция находит лодочника, который сдал лодку в прокат, и Джек, быстро сориентировавшись, плывёт на лодке на остров. Слова Виктора становятся всё более тревожными и пугают Энн. Фактически признаваясь ей в убийствах, он говорит, что она могла бы спасти их обоих, но теперь уже слишком поздно. Виктор начинает душить Энн, но она давит пальцами ему в глаза, вырывается и убегает. В этот момент подплывает Джек, и Виктор бьёт его. Видя, что его окружают, Виктор прыгает в воду и плывёт на другой берег. Джек находит Энн и обнимает её. На берегу Виктора поджидает полиция. Увидев это, Выктор отплывает на глубину и топится.

## В ролях
- Эрик Портман — Виктор Джеймс Колбрук
- Дульси Грэй — Энн Филдинг
- Дерек Фарр — Джек Уильямс
- Роланд Калвер — главный инспектор Конуэй
- Стэнли Холлоуэй — сержант Салливан
- Барбара Эверест — миссис Колбрук
- Бонар Коллеано — капрал Ник Мапполо
- Дженни Лейрд — Джинни Макларен
- Кэтлин Харрисон — Флорри
- Билл Шайн — детектив Эллис
- Виола Лайел — Мэйбел Купер
- Джон Сэлью — детектив Уолтерс
- Джон Раддок — Гловер, бродяга
- Эдна Вуд — мисс Кемп
- Джордж Карни — агент по прокату лодок
- Уилфрид Хайд-Уайт — гид в Музее Мадам Тюссо

## История создания фильма
Фильм был основан на пьесе Теренса де Марни и Перси Робинсона, которая шла в лондонском театре «Лицеум» с 25 августа по 4 декабря 1937 года. В оригинальной постановке убийцу сыграл сам Де Марни.
В январе 1946 года было объявлено, что студия 20th Century Fox подписала контракт с продюсером Марселем Хеллманом на создание фильма, оплатив 50 процентов бюджета.
Сценарий фильма написал Эмерик Прессбургер, который наиболее известен благодаря сотрудничеству с режиссером Майклом Пауэллом в создании таких знаковых фильмов британского кинематографа, как «Чёрный нарцисс» (1947), «Красные башмачки» (1948) и «Сказки Гофмана» (1951).
Фильм также известен как «Голос в ночи» (англ. Voice in the Night).
Как написал историк кино Джефф Стаффорд, хотя режиссёр Лоуренс Хантингтон, «и не особенно хорошо известен в США, он много работал в индустрии фильмов категории В в Англии и снял несколько превосходных фильмов нуар».
Студийные съёмки фильма проходили в Welwyn Studios, некоторые сцены фильма снимались в Скотленд-Ярде. Дом по адресу Star House, 14, в лондонском районе Челси использовался как дом персонажа Эрика Портмана и его матери{{sfn| Simon|2007|p=111}. Другими местами натурных съёмок в Лондоне были улица около Королевской биржи, Музей мадам Тюссо, набережная Челси, Гайд-парк и парк развлечений в Хампстед-Хит.
Музыка к фильму, написанная уроженцем России Мишей Сполянским, включает отрывки из несуществующего фортепианного концерта A Voice in the Night с участием солиста Эрика Харрисона.
Британская премьера фильма состоялась в Лондоне 23 мая 1946 года. В США фильм вышел в прокат 2 ноября 1946 года.

## Связь фильма с другими картинами
Как отмечает историк кино Джефф Стаффорд, фильм содержит «некоторые темы и сюжетные приёмы, которые позже появились в творчестве Альфреда Хичкока. Во-первых, у серийного душителя, похоже, эдипов комплекс, чем-то похожий на персонажа Роберта Уокера в фильме Хичкока «Незнакомцы в поезде» (1951). К тому же «первоначальный подозреваемый по этому делу (Дерек Фарр) совершенно невиновен, как и персонаж Джона Финча в фильме Хичкока «Безумие» (1972), но полиция слишком долго разбирается с этим, в то время как убийца продолжает совершать преступления». Есть отсылки и к другим фильмам. Так, мучающийся убийца Эрика Портмана сравним с Джоном Кэррадайном в фильме Эдгара Ульмера «Синяя борода» (1944) в том, что он постепенно влюбляется в свою предполагаемую жертву. Также вспоминается фильм «Дурная кровь» (1956) и его тема унаследованного зла, когда выясняется, что Виктор - сын профессионального палача.

## Оценка фильма критикой
Историк кино Джефф Стаффорд назвал картину «ещё одой маленькой жемчужиной в коллекции криминального кино… Действие фильма разворачивается в послевоенном Лондоне и представляет собой картинку времени, запечатлевающую ту эпоху — от моды до скромных развлечений, которыми наслаждался рабочий класс». Как далее пишет Стаффорд, это «одна из лучших картин Хантингтона, и, несмотря на скудный бюджет, она успешно имитирует шикарный дизайн декораций и вызывающую клаустрофобию атмосферу таких роскошных мелодрам, как „Газовый свет“ (1944)». Критик также отмечает музыку к фильму Миши Сполянского, включая «песню A Voice in the Night, которая по-настоящему драматична и завораживает».
По мнению историка кино Денниса Шварца, «это привлекательный криминальный триллер, в котором нет никакой наигранности, диалоги чёткие, ритм правильный, а сюжет напряженный». Тем не менее, как отмечает критик, хотя «этот фильм нуар получил признание британских критиков, он каким-то образом провалился в прокате, и его мало кто видел» .